# CBGB
El CBGB va ser un club de Nova York situat al 315 del Bowery i obert l'any 1973 per en Hilly Kristal. El nom complet és CBGB - OMFUG, les sigles de Country, BlueGrass i Blues and Other Music for Uplifting Gormandizers.
És el local on van començar a tocar bandes com The Ramones, Blondie i Talking Heads. Va ser conegut com un local alternatiu, comptant amb clients tan particulars com l'artista Andy Warhol.
El CBGB finalment va tancar el 15 d'octubre del 2006 a causa d'una disputa sobre els increments del lloguer, el que va provocar que l'amo del local, Hilly Kristal, perdés el contracte d'arrendament que tenia des de feia més de 30 anys. El darrer concert va ser de Patti Smith. Flea, dels Red Hot Chili Peppers, va ser-hi present, i la Sirius Satellite Radio va realitzar una transmissió en directe de l'espectacle. Smith va enumerar molts dels músics ja morts que van tocar en CBGB durant la seva aparició.
Hilly Kristal va plantejar la idea de traslladar el club a Las Vegas, però no la va dur a terme i finalment va morir l'any següent.

## Història
El CBGB, llavors poc conegut, va ser fundat el 1973, al lloc de l'antic bar d'en Hilly Kristal.
En principi, com el seu nom indica, en Kristal volia que es toqués música country, bluegrass i blues al club, però el lloc es va fer famós gràcies al moviment punk.
El 1973, abans que l'antic bar d'en Hilly Kristal es convertís en el CBGB, Bill Page i Rusty McKenna van convèncer en Kristal que fes concerts. Tot i que no eren concerts de punk, el fill d'en Kristal creu que van ajudar a les bandes de punk que van anar-hi més tard. El CBGB tenia només una norma per les bandes que hi tocaven: havien de tocar música original i no covers d'altres grups.
La seva fama va començar a créixer i a atreure més concerts de fora de Nova York.
Allò que va mantenir viu el club durant els anys 80 va ser l'escena hardcore punk de Nova York. Cada diumenge a la tarda fins a l'hora de sopar tocaven diverses bandes de hardcore punk, normalment per pocs diners.
El 1990, la violència d'alguns punks va causar que en Kristal deixés de contractar concerts de hardcore punk. Això no obstant, més tard va tornar a contractar-ne a alguns i en els últims anys del CBGB no hi havia normes sobre el tipus de música que es podia tocar.
El 2005, una disputa entre en Hilly Kristal i els propietaris del local per l'augment del preu del lloguer va causar el seu tancament després de 14 mesos de batalles legals. El club es va tancar finalment el 15 d'octubre del 2006. El seu últim concert va ser de Patti Smith. Flea, dels Red Hot Chili Peppers, va assistir-hi (era el seu 44è aniversari). Al final del concert van fer un tribut als Ramones i van llegir una llista dels artistes que havien mort després d'haver tocat alguna vegada al CBGB.
En Kristal es va plantejar emportar-se el club a Las Vegas, però va morir de càncer de pulmó el 28 d'agost del 2007.